# (6312) Robheinlein
(6312) Robheinlein est un astéroïde de la ceinture principale.

## Description
(6312) Robheinlein est un astéroïde de la ceinture principale. Il fut découvert le 14 septembre 1990 à l'observatoire Palomar par Henry E. Holt. Il présente une orbite caractérisée par un demi-grand axe de 2,18 UA, une excentricité de 0,07 et une inclinaison de 4,1° par rapport à l'écliptique.

## Compléments